# Lochenpass

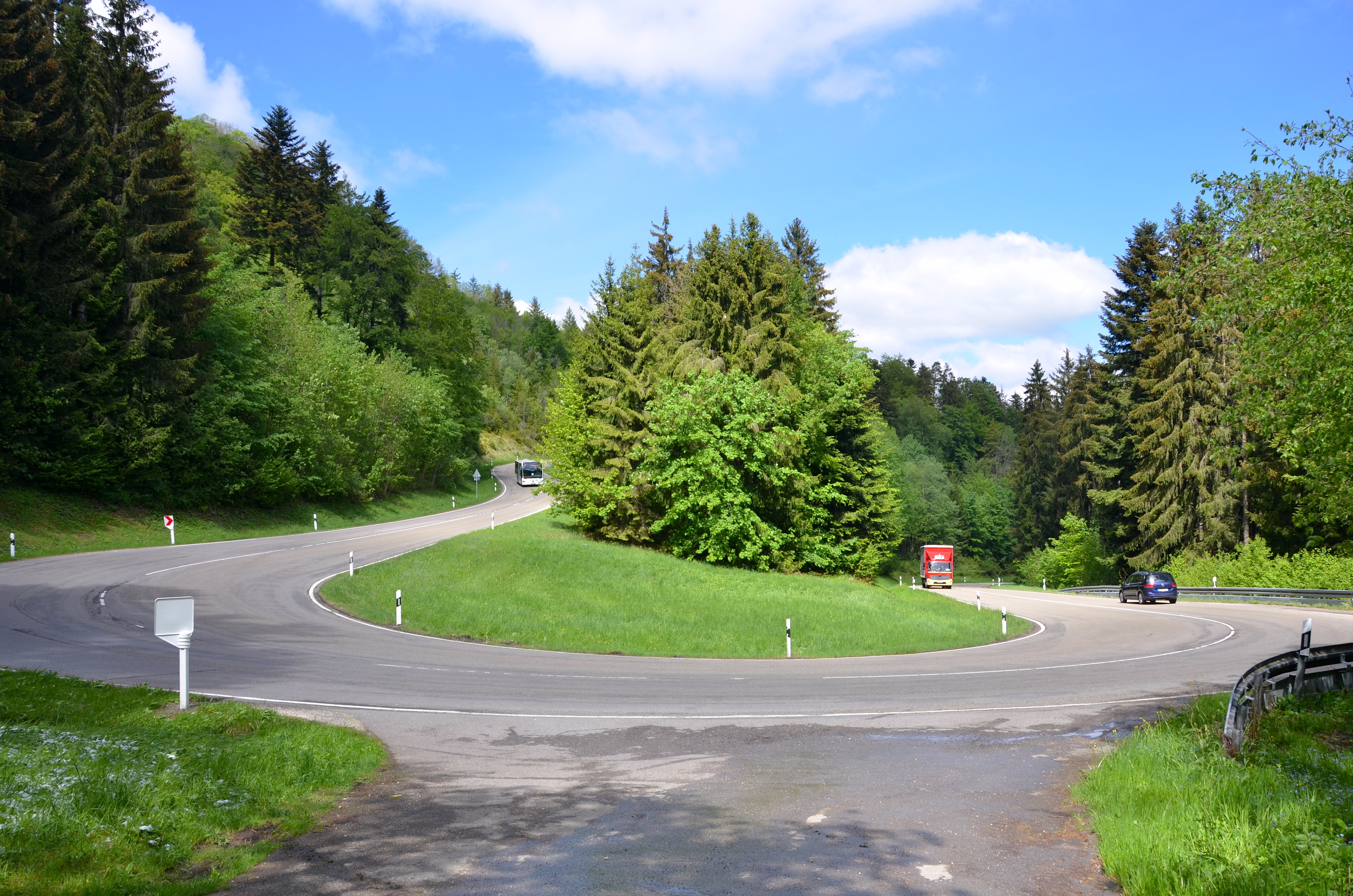
Serpentine am Lochenpass, L440 zwischen Weilstetten und Tieringen

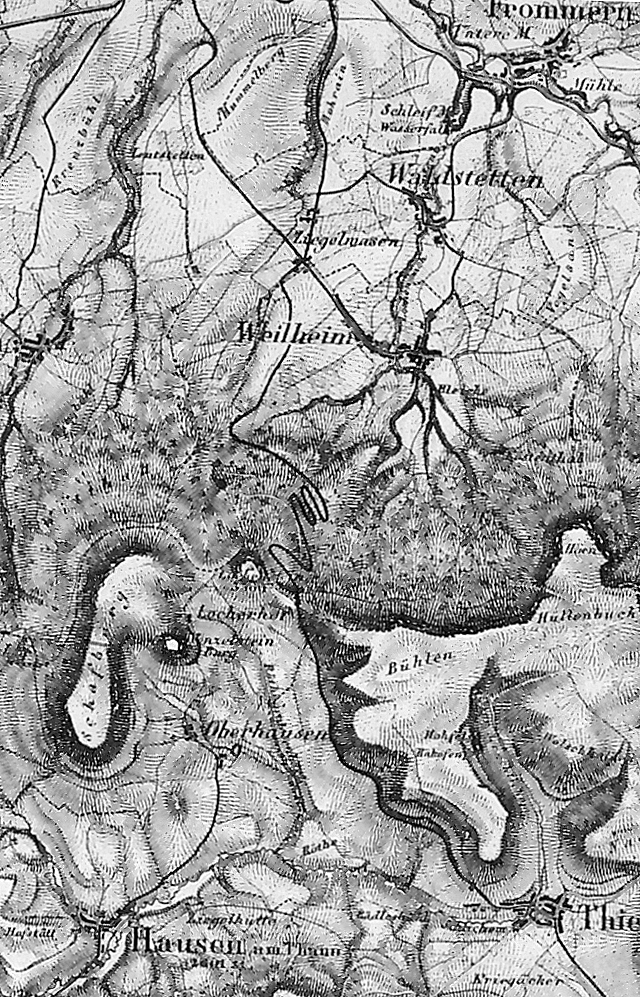
Der Lochenpass auf einer topografischen Karte des Königreichs Württemberg von 1850

Der Lochenpass, auch Lochensteige genannt, ist eine 888 m ü. NHN gelegene Passhöhe am Trauf der Südwestalb.
Die 7,5 Kilometer lange Passstraße von Weilstetten nach Tieringen ist Bestandteil der Landesstraße 440. Sie überwindet auf den knapp fünf Kilometern zwischen Weilstetten und der Passhöhe im „Lochengründle“ die knapp 300 Höhenmeter des Albaufstiegs im Zuge des Albtraufs. Der Lochenpass liegt im baden-württembergischen Zollernalbkreis, er stellt die kürzeste Verbindung aus dem Raum Balingen an den Bodensee dar. Historisch liegt seine Bedeutung in der Anbindung der Heubergregion an das Albvorland.

## Geschichte
Der Raum Balingen lag schon immer verkehrsgünstig an der alten „Schweizer Straße“, die westlich, unterhalb der Schwäbischen Alb den Hauptverbindungsweg von Stuttgart nach Schaffhausen darstellte und dem alten Albübergang durch das Eyachtal, der heutigen Bundesstraße 463, durch das schon eine Römerstraße führte und die 1878 auch die Trasse für die Eisenbahnstrecke von Tübingen über Balingen nach Sigmaringen bildete. Der dritte Übergang über die Lochensteige auf den Großen Heuberg war von strategischer Bedeutung. Laut der Musterungsliste ab dem Jahre 1521 obliegt den Weilheimer Milizsoldaten die Sicherung der verhakten Passstraße über den Lochen.
Im Bauernkrieg 1525 erreichten die Soldaten vom Bauernjörg am 29. Februar den Lochenpass. Unterhalb der Lochen kam es zu Kämpfen. Im Spanischen Erbfolgekrieg beschlossen Reichsgeneralfeldmarschall Herzog Eberhard Ludwig, Feldmarschall Johann Karl von Thüngen und Fürst Meinrad II. von Hohenzollern-Sigmaringen, die Verteidigungsanlagen am Lochenpass zu verstärken und in eine moderne, durchgehenden Verteidigungslinie einzubinden. Vom Bodensee über Fridingen (48° 1′ 59,62″ N, 8° 57′ 2,45″ O), das Bäratal an die Lochen, über das Lautlinger und Tannheimer Tal zur Zollersteig, dann über das Killertal zur Talheimer Steig und weiter nach Osten. Im April 1704 waren die Schanzarbeiten abgeschlossen. 1704 zog Feldmarschall Johann Karl von Thüngen mit 8000 Soldaten über den Lochenpass.
Die Bau- und Unterhaltspflicht der Straßen oblag den anliegenden Gemeinden, die aber nicht in der Lage waren, große Investitionskosten zu tragen. Andererseits setzte sich im Königreich Württemberg die Erkenntnis durch, dass zur Erschließung und zur Integration Alt- und Neuwürttemberger Gebiete die Verkehrswege ausgebaut werden mussten. So setzten sich in den 1830er-Jahren Pläne durch, die Albübergänge auszubauen. Vergleichbare Projekte waren der Ausbau der Neuen Weinsteige in Stuttgart, oder der Erschließung der Geislinger Steige für den Bahnverkehr.
Noch bis zum Ende des 18. Jahrhunderts waren an der Lochensteige Spanndienste zu leisten. Die meisten Albübergänge verliefen gerade und Bezeichnungen wie „Hossinger Leiter“ für den Aufstieg von Laufen nach Hossingen waren wörtlich gemeint. Forderungen der Heuberggemeinden nach einer besseren Verkehrsanbindung führten zu ersten Planungen einer Serpentinenstraße.
Im Jahr 1830 wurde eine Vereinbarung getroffen, dass die Gemeinde Weilheim ein Drittel der Bau- und Unterhaltskosten zu tragen habe, das Oberamt Balingen zwei Drittel. Die Entscheidung über notwendige Maßnahmen blieben aber weiterhin beim Oberamt. Der Oberamtwegmeister Falkenstein erstellte den nach ihm genannten „Falkenstein’schen Correctionsplan“ zur Planung der neuen Trasse.
Am 10. Februar 1848 wurde beschlossen, die Steige auszubauen. Es wurden drei Begründungen für den Ausbau genannt:
1. Das Drängen der Heuberggemeinden auf den Ausbau.
2. Der Zustand der alten Steige, die „ordnungswidrig, ja manchmal lebensgefährlich…“ sei. Die Herstellung einer „beständigen Brauchbarkeit“ wurde angestrebt.
3. Die Rücksicht „…auf die bedrängte Lage der Heubergorthe, für deren Angehörige die Erschaffung einer Arbeitsgelegenheit für das nächste Frühjahr dringend erforderlich sein…“ würde[4].

Letzteres war eine Reaktion auf die Hungerkrise der Jahre 1846/47 in Württemberg. Der Taglohn für den Ausbau betrug für zehnstündige Arbeit für eine „Weibsperson“ 16 bis 20 Kreuzer, für Männer 24 Kreuzer. Durch den Bau der Lochenstraße konnten mehrere hundert Ortsarme, welche sonst aus der Armenkasse hätten versorgt werden müssen, beschäftigt werden. Finanziert wurden die Baukosten in Höhe von 25.000 Gulden vom Oberamt, der Gemeinde Weilheim und einem Staatsbeitrag in Höhe von 10.000 Gulden. Die Heuberggemeinden Tieringen, Hausen am Tann, Oberdigisheim und Unterdigisheim, sowie die Stadt Balingen, welche besonders von der neuen, verbesserten Verbindung profitierten, leisteten freiwillige Beiträge. Weilheim war nicht in der Lage, seinen Anteil von 2.000 Gulden zu leisten. Nach der Fertigstellung der Straße wurde im Jahr 1855 ein Vergleich geschlossen: Der Gemeinde wurde der Beitrag teilweise erlassen; ein Rest von 600 Gulden wurden als Kredit gewährt.
Die Bauarbeiten waren in der zweiten Jahreshälfte des Jahres 1852 abgeschlossen. Als Mangel erwiesen sich sehr bald die engen Wendeplatten. Von einer Erweiterung der Kehren im Jahr 1878 versprach man sich unter anderem eine deutliche Verbilligung der Langholzpreise in der Heubergregion.
Die neue Straße wurde von einem hauptamtlichen Straßenwächter betreut. Dessen Aufgabe bestand darin, den ordnungsgemäßen Zustand der Straße zu gewährleisten. Die Straße musste eine „gehörige Wölbung“ aufweisen, um Schäden durch nicht abfließendes Wasser zu verhindern, deshalb waren auch die Straßengräben stets frei zu halten. Rinnen und Vertiefungen waren mit Schotter sofort auszubessern. Dieser war in einer ausreichenden Anzahl von „Conservationshaufen“ am Wegesrand bereitzuhalten. Steine sollten nicht bei trockenem Wetter in die Straße eingebracht werden. Als günstigste Zeit für größere Straßenarbeiten galt der Herbst, da die „…Steine sich schnell verbinden, daher nicht verdrückt und ebenso wenig verschleudert werden, deshalb die Straßenbahn glatt und eben wird, dadurch für den Gebrauch nicht beschwerlich und dennoch das Wasser von derselben abläuft, so dass eine auf diese Weise unterhaltene Straße weniger Material erfordert als eine, auf welche zu anderen Zeiten Material eingebracht wird.“ Ein Steinbruch für die Steine ist noch heute auf der Höhe des heutigen Lochenheimes zu sehen.
Die Bezahlung des Straßenwächters entfiel wiederum zu einem Drittel auf die Gemeinde Weilheim und zu zwei Dritteln auf das Oberamt. Wobei auch 1858 die Finanzknappheit der Gemeinde Weilheim dadurch zum Ausdruck kam, dass der Straßenwärter Hetzel den 1/3-Anteil an seiner notwendigen Dienstkleidung freiwillig selbst bezahlte.

## Gegenwart

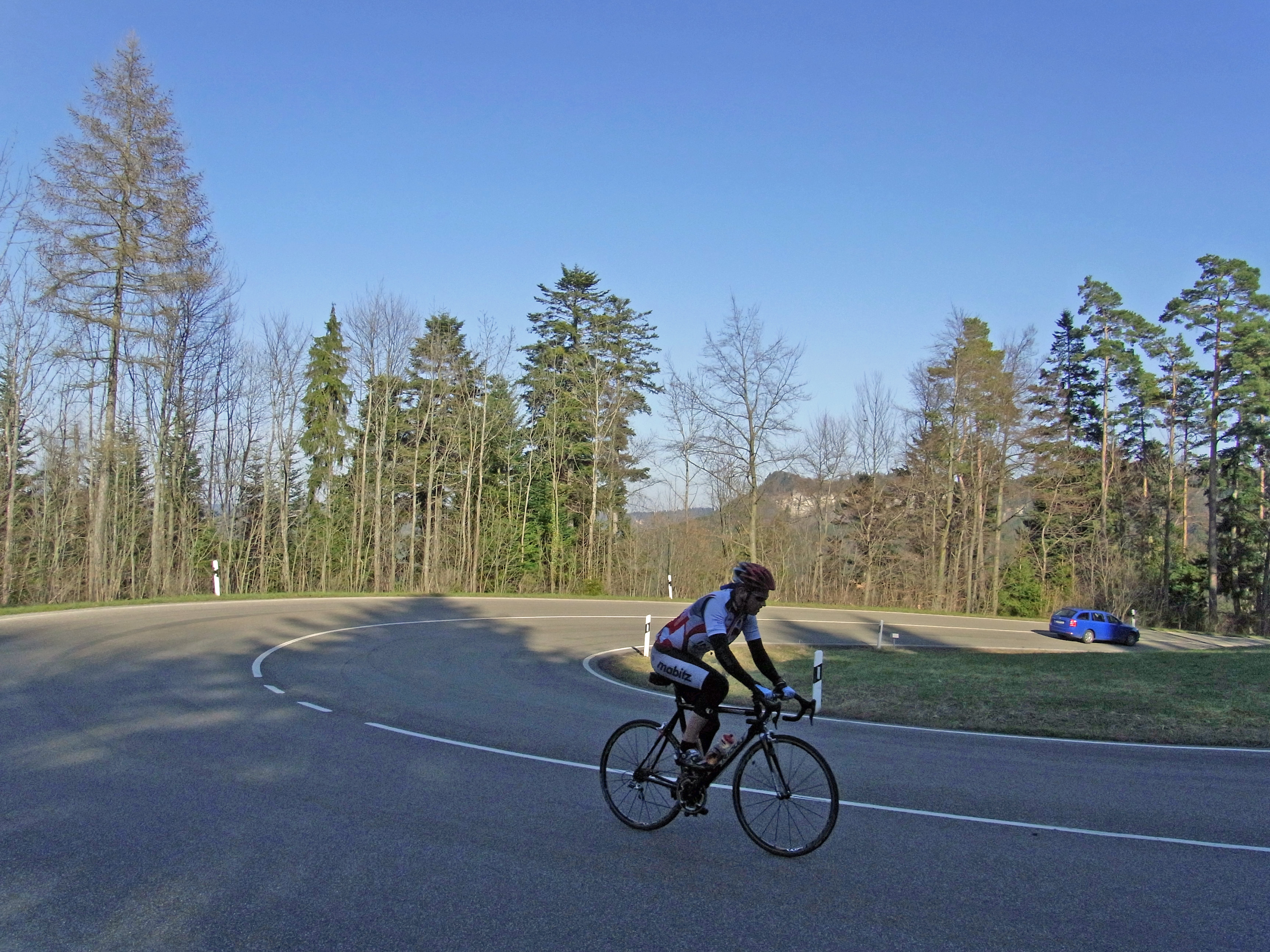
Das Wochenendfahrverbot gilt am Lochenpass nicht für Radfahrer

Die heutige Trassenführung entspricht weitgehend der damaligen. Zuletzt in den 1970er-Jahren wurde die Strecke dem modernen Automobilverkehr angepasst. Seither ist der Pass zu einem immer beliebteren Ausflugsziel für Motorradfahrer geworden. Besonders der Parkplatz in der letzten Kurve vor der Passhöhe, der so genannten „Schaukurve“, ist ein beliebter Treff. Häufige Unfälle haben sowohl zu weiteren Sicherungsmaßnahmen geführt – so wurden die Leitplanken gegen ein „Darunterwegrutschen“ zusätzlich gesichert – als auch zu einem Wochenendfahrverbot für Motorräder in Fahrtrichtung Tieringen (gilt auch an Feiertagen).

### Trasse für geländegängige Fahrräder
Für Mountainbiker führt eine Steilabfahrt von der Jugendherberge abseits der Straße hinab. Für eventuelle Unfälle wurden in den Kehren Rettungspunkte ausgeschildert. Der 2015 beschilderte Trail ist 1,9 km lang.